# 선화부인

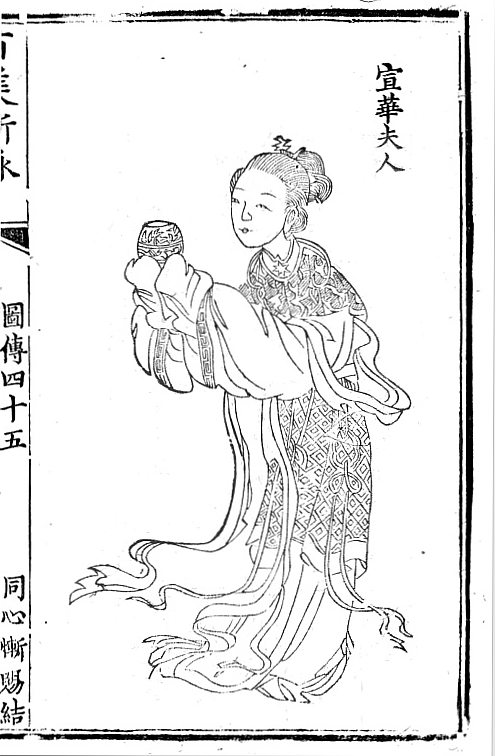
선화부인

선화부인 진씨(宣華夫人 陳氏, 577년 ~ 605년)는 진 선제(宣帝)의 딸이며 수 문제와 수 양제의 후비이다. 이름은 전해지지 않는다.

## 생애
진씨는 남조 진 선제의 딸로 시희(施姬)의 소생이다. 저원공주로 봉해졌다. 같은 어머니에게서 태어난 형제로는 임하왕 진숙오, 원릉왕 진숙흥 등이 있었다. 공주는 천성이 총명하고 자색이 뛰어났다고 전한다. 진나라가 수나라에 의해 멸망당한 이후에는 수나라궁에 보내졌다. 그때 나이 13살이었다. 진씨와 함께 장안으로 끌려온 진의 왕족 중에는 조카 진여주도 있었는데 그녀는 양광의 귀인이 되었다.

### 문제 시대
수나라 궁중에 들어간 이후 진씨는 수문제의 눈에 들어 그의 후비로 봉해졌다. 이 무렵 수문제의 정실 독고황후는 질투가 심하여 수문제가 궁녀들과 가까이 하는 것을 용납하지 않았다. 심지어 자신이 낳은 다섯 아들은 물론 신하들도 첩을 두는 것을 못마땅하게 생각했다. 진씨는 수나라의 궁중에서 몇년을 지냈다. 후에 독고황후가 병으로 세상을 하직하자 수문제는 그때서야 궁녀들을 비빈으로 책봉할 수 있었다. 그 가운데 진씨는 선화부인으로 책봉받고 또다른 미인 채씨는 용화부인으로 책봉받았다.

### 문제의 죽음
이때 문제는 이미 늙어서 모든 국가대사를 태자인 양광에게 맡기었다. 양광은 본래 문제의 차남으로서 겉으로는 효도와 예절을 지켰지만 속은 엄청 심기가 깊은 사람이다. 그는 먼저 어머니 독고씨의 환심을 사고는 이간질로 독고황후가 태자 양용에 대해 불만이 커지게 하였다. 후에 계책을 써서 문제와 독고황후로 하여금 태자 양용이 자기를 암살하려는 것으로 알려 양용을 태자자리에서 쫓아내었다. 그리하여 양광은 소원대로 태자 자리에 앉게 되었다. 양광은 급히 황제자리에 앉으려 했을 뿐만 아니라 부친의 두 애첩에 대하여도 눈독을 들였다. 604년, 문제가 중병으로 위태롭게 되자 선화부인과 용화부인은 밤낮으로 수문제 옆에서 시중을 들었다. 수문제는 그녀들이 자기를 시중드느라 휴식하지 못하는 것을 보고 그들에게 얼마간이라도 휴식하라 하였다. 선화부인이 문제의 침궁을 떠나 거처로 가는 도중에 태자 양광을 만났다. 양광은 아버지의 병이 위태롭고 또 앞에 이렇게 눈부신 미녀가 있자 대담하게 겁탈하려 하였고, 양제는 결국 선화부인을 범하였다. 문제는 이소식을 듣고 그자리에서 '독고가 짐을 망쳤구나'라며 탄식을 했다. 여기서 독고란 죽은 황후인 독고씨를 말한다. 문제는 병부상서였던 유술을 불러 폐태자하였던 양용을 다시 태자에 앉히려 하지만 양광의 손이 더 빨랐다. 참모인 양소가 그를 잡는 바람에 일이 어긋났기 때문이다. 이로 인해 양광이 아버지가 자기를 태자에서 폐해버리겠다는 소식을 듣고 선수를 써서 병석에 누워있는 아버지를 죽였다 한다.
문제가 죽은 그날에 양광은 금으로 만든 함을 선화부인에게 갖다주었다. 선화부인과 궁녀들은 독주인 줄 알고 혼비백산하여 울음을 터뜨렸다. 하지만 그 함을 열자 독주가 아니라 사랑을 상징하는 동심결（同心結）이었다. 이때 선화부인은 안도 하였다고 한다.

## 최후
태자였던 양광이 제위에 오르자 양제의 총애를 받는 선화부인도 정식으로 진귀비로 책봉된다. 하지만 얼마 지나지 않아 양제의 후궁이 된지 1년만에 병으로 죽으니 그녀의 나이 겨우 29살이었다. 양제는
이 소식을 듣고 크게 슬퍼하였다고 한다.

## 가계
- 부왕 : 진 효선제(陳 孝宣帝)
- 모후 : 미상
  - 남편 : 수 문제(隋 文帝)
  - 남편 : 수 양제(隋 煬帝)

## 선화부인이 등장하는 작품
- 《연개소문》 (SBS, 2006년~2007년, 배우:곽명화)

## 참고 문헌
- 샹관핑, 《중국사 열전, 후비 - 황제를 지배한 여인들》, 달과소, 2008